# Dimitrios Lundras
Dimitrios Lundras (gr. Δημήτριος Λούνδρας, ur. 6 września 1885 w Atenach, zm. 15 lutego 1970) – grecki gimnastyk i żołnierz. Reprezentował klub Ethnikos Gymnastikos Syllogos, był brązowym medalistą konkursu drużynowego ćwiczeń na drążku w ramach zawodów gimnastycznych Letnich Igrzysk Olimpijskich 1896 w Atenach. Był jednym z najmłodszych uczestników w historii igrzysk, w Atenach wystąpił jako dziesięciolatek.
Uczestniczył w I i II wojnie światowej, osiągając rangę admirała w greckiej marynarce wojennej.